# Discovery-Programm

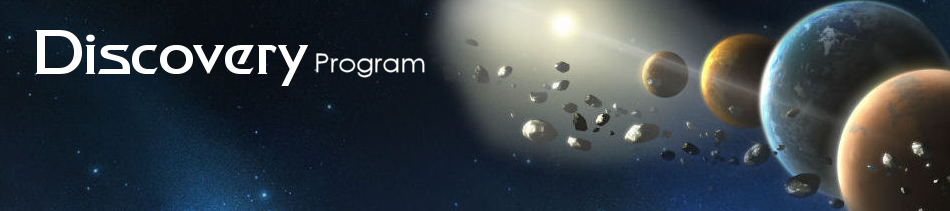
Logo des Discovery-Programms

Das Discovery-Programm der NASA ist eine Serie von kostengünstigen, hoch konzentrierten, wissenschaftlichen Raumfahrtmissionen. Sie wurde nach NASA-Chef Daniel Goldins Vision der „schnelleren, besseren und billigeren“ (engl. „Faster – Better – Cheaper“) Planetenmissionen gegründet. Das Programm besteht aus eigenen Raumsonden und sogenannten „Discovery Missions of Opportunity“, von der NASA gebauten Instrumenten in Raumsonden anderer Raumfahrtagenturen.
Der Grad der Erfolge ist in den folgenden Farben markiert:
| Misserfolg | Teilerfolg | Erfolgreich | laufend |

| Inhaltsverzeichnis: 1990er · 2000er · 2010er · geplant |                  |                  |                        | |
| #                                                      | Mission          | Bild             | Startdatum (UTC)       | Missionsbeschreibung |
| 1990er                                                 |                  |                  |                        | |
| 1.                                                     | NEAR Shoemaker   | NEAR             | 17. Februar 1996       | Eine Mission, um Asteroiden zu beobachten. Flog am 27. Juni 1997 am Asteroiden (253) Mathilde vorbei. Umkreiste ab dem 14. Februar 2000 (433) Eros und landete am 12. Februar 2001 erfolgreich auf der Oberfläche des Asteroiden. |
| 2.                                                     | Mars Pathfinder  | Mars Pathfinder  | 4. Dezember 1996       | Ein mit Kameras und Messinstrumenten ausgestatteter Mars-Lander, der den ersten erfolgreichen Mars-Rover (Sojourner) auf die Marsoberfläche absetzte. |
| 3.                                                     | Lunar Prospector | Lunar Prospector | 6. Januar 1998         | Mondorbiter. Erreichte am 11. Januar 1998 eine polare Umlaufbahn um den Mond. Schlug am 31. Juli 1999 geplant auf den Mond auf. |
| 4.                                                     | Stardust         | Stardust         | 7. Februar 1999        | Sammelte Teilchen aus dem Schweif des Kometen Wild 2. Die Sonde kehrte mit diesen am 15. Januar 2006 zur Erde zurück und setzte eine Kapsel mit den Proben ab. Das Mutterschiff verblieb in einem Orbit um die Sonne und flog am 14. Februar 2011 im Rahmen einer Missionserweiterung am Kometen Tempel 1 vorbei. |
| 2000er                                                 |                  |                  |                        | |
| 5.                                                     | Genesis          | Genesis          | 8. August 2001         | Genesis war eine Raumsondenmission zur Erforschung des Sonnenwindes. Drei hochreine Kollektorarrays fingen zwischen dem 3. Dezember 2001 und dem 1. April 2004 Teilchen des Sonnenwindes auf. Die Arrays wurden in einer Probenkapsel zur Erde zurückgebracht, wobei sich allerdings die Fallschirme nicht geöffnet hatten und durch den ungebremsten Aufprall die Kapsel beschädigt und die Proben kontaminiert wurden.                   |
| 6.                                                     | CONTOUR          | CONTOUR          | 3. Juli 2002           | Bisher der einzige völlige Fehlschlag des Discovery-Programms. Die Sonde zerbrach kurz nach dem Start im Erdorbit in mehrere Teile. Geplant waren Vorbeiflüge an den Kometen Encke, Schwassmann-Wachmann 3 und 6P/d’Arrest. |
| 7.                                                     | MESSENGER        | MESSENGER        | 3. August 2004         | Ein Orbiter, der nach drei Swing-by-Manöver in eine Umlaufbahn um Merkur eingetreten ist. Die Mission endete am 30. April 2015, als die Sonde nach Aufbrauchen des Treibstoffs auf Merkur einschlug. |
| 8.                                                     | Deep Impact      | Deep Impact      | 12. Januar 2005        | Das Missionsziel von Deep Impact war die Erforschung des Inneren des Kometen Tempel 1. Dazu wurde ein Projektil in die Flugbahn des Kometen gebracht, das dort einschlug und einen Krater hinterließ. Der Einschlag und das herausgeschleuderte Material wurden mit den Instrumenten der Sonde und mit weiteren erd- und weltraumbasierten Teleskopen untersucht. In einer erweiterten Mission flog die Sonde am Kometen Hartley 2 vorbei. |
| 9.                                                     | Dawn             | Dawn             | 27. September 2007     | Dawn umkreiste und erforschte zwischen 2011 und 2018 zunächst den Asteroiden Vesta und anschließend den Zwergplaneten Ceres. |
| 10.                                                    | Kepler           | Kepler           | 7. März 2009           | Ein Weltraumteleskop, das in einem festen Ausschnitt des Sternenhimmels im Sternbild Schwan mit Hilfe der Transitmethode nach extrasolaren Planeten (Exoplaneten) suchte. War in Betrieb bis zum 30. Oktober 2018 und fand über 2500 potentielle Planeten. |
| 2010er                                                 |                  |                  |                        | |
| 11.                                                    | GRAIL            | GRAIL            | 10. September 2011     | Zwei Orbiter zur genauen Vermessung des lunaren Schwerefelds. Kontrollierter Absturz in der Nordpolregion des Mondes am 17. Dezember 2012. |
| 12.                                                    | InSight          | InSight          | 5. Mai 2018            | Ein Marslander der Struktur und Zusammensetzung des Marsinneren untersuchen soll und das Verständnis der Entstehung und Entwicklung von terrestrischen Planeten erweitern soll. Die Landung erfolgte am 26. November 2018 in der Elysium-Region. Nach Kontaktabbruch wurde die Mission am 21. Dezember 2022 für beendet erklärt |
| 2020er                                                 |                  |                  |                        | |
| 13.                                                    | Lucy             | Lucy             | 16. Oktober 2021       | Eine Sonde zu den Trojanern des Jupiter. Vorbeiflug an den Asteroiden (152830) Dinkinesh und (52246) Donaldjohanson. Soll von 2027 bis 2033 die Trojaner erforschen. |
| 14.                                                    | Psyche           | Psyche           | 13. Oktober 2023       | Ein Orbiter für den Asteroiden Psyche; Letzterer besteht vor allem aus Nickel und Eisen. Die Sonde soll nach einer Marspassage ab August 2029 den Asteroiden erforschen. |
| geplant                                                |                  |                  |                        | |
| 15.                                                    | VERITAS          | Veritas          | Zwischen 2028 und 2030 | Ein Orbiter zur hochauflösenden Kartierung der Venusoberfläche. |
| 16.                                                    | DAVINCI          | DAVINCI          | Zwischen 2028 und 2030 | Eine Sonde zur Analyse der Venusatmosphäre. |

## Discovery Missions of Opportunity
- Der Moon Mineralogy Mapper (M3) war ein von der NASA entwickeltes Instrument an Bord des indischen Mondorbiters Chandrayaan-1. Das Instrument sollte die mineralische Zusammensetzung der Mondoberfläche in hoher Auflösung kartieren.[3]
- Strofio, ein Massenspektrometer im Instrument SERENA zur Analyse der Exosphäre des Merkur, wurde am 20. Oktober 2018 auf der europäisch-japanischen Sonde BepiColombo gestartet.
- MEGANE (Mars-moon Exploration with GAmma rays and NEutrons) ist ein Instrument das 2024 mit der japanischen Raumsonde Martian Moons Exploration (MMX) zu Phobos und Deimos fliegen soll. Zu MEGANE gehören ein Gammaspektrometer und ein Neutronenspektrometer.[4][5]
- Zu den Discovery Missions of Opportunity werden auch die erweiterten Missionen der Discovery-Raumsonden Stardust (Stardust-NExT) und Deep Impact (EPOXI) gezählt, sowie die verlängerte Mission der Raumsonde Lunar Reconnaissance Orbiter, die ursprünglich nicht im Rahmen des Discovery-Programms gestartet wurde.